# جمال بوحسن
جمال علي جاسم بوحسن (1962)، رجل أعمال ورجل دين وسياسي بحريني. عضو مجلس النواب منذ 2014.

## السيرة
ولد بوحسن في مدينة المحرق في عام 1962. حصل على دبلوم لاسلكي عام 1977 ودبلوم في الحاسب الآلي من جامعة البحرين عام 1989 وبكالوريوس إدارة أعمال من جامعة القاهرة عام 2003 وماجستير من جامعة القاهرة عام 2009.
عمل في قسم الحاسب الآلي بمؤسسة نقد البحرين. ثم عمل فني مبرقات في وكالة أنباء الخليج. ثم عمل ضابط جوازات في مطار البحرين الدولي بوزارة الداخلية. ثم عمل مدير إدارة الخدمات العامة بالمؤسسة العامة لجسر الملك فهد. ثم ترقى إلى مدير الإدارة المالية. ثم ترقى إلى رئيس المشتريات. ثم ترقى إلى مسئول المراقبة الأمنية. ثم عمل رئيس الشئون المالية في مشروع جسر قطر البحرين. ثم اتجه إلى القطاع التجاري حيث الرئاسة التنفيذية لشركة إمكان العالمية للاستشارات ورئاسة مجلس إدارة شركة توريد للتجارة الدولية.
في انتخابات مجلس النواب لعام 2010 خسر مقعد الدائرة الثالثة في محافظة المحرق بعدما جمع 732 صوت ما نسبته 23.80%. وفي انتخابات عام 2014 فاز بمقعد الدائرة في جولة الإعادة بعدما جمع 2568 صوت ما نسبته 52.31%.